# Autlán de Navarro
Autlán de Navarro è un comune del Messico, situato nello stato di Jalisco, il cui capoluogo è la località di Autlán de la Grana.